# Гаррісон Бержерон
«Гаррісон Бержерон» (англ. Harrison Bergeron) — сатиричне і антиутопічне оповідання американського письменника Курта Воннеґута вперше опубліковане в жовтні 1961 року, в журналі «Fantasy & Science Fiction».

## Сюжет
У 2081 році поправки до конституції диктують що усі американці повністю рівні між собою, і не можуть бути розумнішими, красивішими чи сильнішими за будь-кого іншого. Агенти Генерального Гандикапера підтримують закон рівності змушуючи мешканців носити «гандикапи»: маски для красивих, шумні радіо у вухах розумних людей, тяжкі грузила для сильних.
Одного квітня, 14 річний Гаррісон Бержерон, розумний і сильний підліток, забраний державою від своїх батьків Джорджа і Хейзел. Але вони майже не усвідомлюють трагедії, так як Хейзл має середній інтелект (евфемізм для тупості), а Джордж має гандикап-радіо у вусі для регулювання його вище ніж середнього інтелекту.
Хейзел і Джордж дивляться балет на телебаченні. Вони обговорюють танцюристів, які обтяжені додатковою вагою для нейтралізування їхньої граціозності і замасковані щоб приховати їхню вроду. Думки Джорджа постійно перебиваються різними різкими звуками з його гандикап-радіо. Помітивши втому Джорджа, Хейзел спонукає його лягти і відпочити від «гандикап-мішку», 21-го кілограму навколо його шиї. Вона пропонує витягти декілька гирьок з мішку, але Джордж відмовляється, усвідомлюючи нелегальність таких дій.
По телевізору репортер має труднощі з читанням бюлетеня, і передає його балерині яка носить найогиднішу маску і найтяжчі гирі. Вона починає читати своїм неприйнятно красивим голосом, але вибачається і продовжує читати більш неприємним голосом. Оголошено що Гаррісон втік з тюрми, і продемонстровано його фотографію в повний ріст, показуючи що він два метри заввишки і обтяжений 140 кілограмами гандикапів.
Джордж на мить впізнає свого сина, перед тим як радіо голосним шумом стирає цю думку. Сам Гаррісон тоді штурмує телевізійну студію у спробі скинути уряд. Він називає себе Імператором і зриває усі свої гандикапи, разом з гандикапами балерини, яку він проголошує своєю Імператрицею. Тоді він наказує музикантам грати, обіцяючи їм королівські привілеї якщо вони добре гратимуть. Незадоволений їхньою першою спробою, Гаррісон допомагає їм трохи, і музика покращується. Гаррісон та Імператриця танцюють злітаючи до стелі, тоді зупиняються в повітрі для поцілунку.
Діана Мун Ґлемперс, Генеральний Гандикапер, входить у студію і вбиває Гаррісона та Імператрицю за допомогою двоствольної рушниці. Вона примушує музикантів одягти назад свої гандикапи, і телетрансляція переривається. Джордж, не знаючи про телевізійний інцидент, повертається з кухні і питає Хейзел чому вона плаче, на що вона відповідає що щось сумне сталось на телебаченні, але не може згадати що. Він утішає її, і вони повертаються до свого буденного життя.

## Персонажі
- Гаррісон Бержерон — 14-ти річний підліток, два метри заввишки, геній, надзвичайно красивий, атлетичний, сильний і сміливий. Хоче жити без перешкод і не хоче підкорятись законам уряду, який взяв на себе відповідальність створення рівного американського суспільства. Гаррісон заарештований за планування перевороту. Щоб урівняти його до інших, Генеральний Гандикапер примушує його носити максимальні гандикапи: величезні навушники і окуляри які мають робити його майже сліпим, огидну косметику у формі чорних зубів і червоного носа щоб приховати його вроду, і настільки багато тягарів, що вони роблять його схожим на звалище металобрухту. Коли він тікає з тюрми, уряд описує його як «генія і атлета», і повідомляють людям що він надзвичайно небезпечний. Коли Гаррісон заходить в телевізійну студію, він впевнений що може скинути уряд. На додачу до свого таланту і еготизму, він також наділений артистичними і романтичними характеристиками. Але не зважаючи на всі його доблесті та здібності, він зупинений коли Генеральний Гандикапер застрілює його рушницею.
- Джордж Бержерон — батько Гаррісона і чоловік Хейзел. Розумний і чуйний персонаж, змушений носити навушники які відволікають його від інтенсивного та аналітичного мислення. Так як він сильніше ніж норма, то мусить носити вагу навколо шиї. Персонаж вірить що ситуація в 2081 році набагато краще ніж раніше, коли в суспільстві панували несамовиті змагання. Джордж поважає правила, і уособлює звичайного пасивного жителя, який не критикує владу.
- Хейзел Бержерон — мати Гаррісона і дружина Джорджа. Вона має, як описано, відмінний середній інтелект, що значить що вона не може глибоко думати ні про що. Проте, її персонаж доброзичливий — любляча жінка і мати, яка пробує утішити чоловіка умовляючи зняти додаткові тягарі. Хейзел плаче коли бачить що трапилось з її сином, але через слабі здібності швидко забуває причину своєї журби. В творі зазначено що Хейзел має багато спільного з Генеральним Гандикапером, Діаною Мун Ґлемперс.
- Балерина — прекрасна танцівниця яка сильно обтяжена і носить особливо огидну маску, так як вона найпривабливіша і найграціозніша з танцівниць. Вона читає картку з оголошенням після того як репортер-заїка не зміг. Імовірно, хоча в творі прямо не зазначено, це та сама балерина яку Гаррісон вибрав собі в Імператриці, і яка застрелена пізніше Діаною Мун.
- Діана Мун Ґлемперс — хоча з'являється в творі тільки в чотирьох реченнях, представляє деспотичну владу і забезпечує дотримування політики гандикапінгу. На початку твору зазначено що Хейзел схожа на Діану, і Хейзел розповідає про покращення які б вона зробила до правил гандикапінгу. Діана проявляється безжалісною, вбиваючи Гаррісона та Імператрицю без попередження, і погрожуючи музикам тим самим перед обривом трансляції, залишаючи їх долю невідомою. Перше і середнє ім'я Діани є можливим натяком на Діану богиню полювання, цнотливу богиню місяця (середнє ім'я Мун, англ. Moon — місяць)[1]

## Стиль
В цьому творі на Воннеґута вплинула його рання робота журналістом. Його речення короткі та легко зрозумілі. Антиутопічний сценарій посилює його соціальну і політичну критику, уявляючи світ заснований на повній рівності, де усім людям краще середнього нав'язують перешкоди щоб протидіяти їхнім природним перевагам. Схожа тема може бути знайдена в романі Л. П. Хартлі «Лицьове правосуддя» попереднього 1960 року.
Проте Воннеґут також всіває свою історію гумором. Навіть найбільш жахливі сцени всипані жартами чи абсурдністю.

## Паралелі з «Сирени Титана»
Схоже антиутопічне суспільство описане в романі Воннеґута 1959 року «Сирени Титана».

## Адаптації
- PBS адаптувало декілька оповідань, в тому числі «Гаррісона Бержерона», в «Між часом і Тімбукту[en]» (1972).
- У 1995 році канал Showtime випустив повнометражний телевізійний фільм «Гаррісон Бержерон», де головні ролі зіграли Шон Астін і Крістофер Пламмер. Адаптація сильно відрізняється від оповідання, змальовуючи вербування Гаррісона Національним Адміністративним Центром, секретною групою геніїв при владі які забезпечують що гандикапні США продовжують функціонувати. Працюючи на телевізійне відділення Гаррісон стає незадоволеним зі статусом-кво і пробує почати американську революцію передаючи по телевізору старі фільми і музику, одночасно надихаючи людей зняти їхні гандикапні обручі.
- У 2006 було знято одноіменний короткометражний фільм.[3]
- У 2009 вийшов інший короткометражний фільм названий «2081» який ґрунтується на сюжеті оповідання. Головну роль зіграв Армі Гаммер. Джо Кроу, редактор журналу «Революційна наукова фантастика» (англ. Revolution Science Fiction), описав фільм як «хвилюючий та драматичний» зазначивши що він «зразу йде до суті, та успішно робить адаптацію за 25 хвилин.»[4]

## У світі
2005 року оповідання було цитоване юристами у зведені перед вищим судом Канзасу. Воннеґут зазначив що хоча і не був проти що історія була використана в позові, він не погоджувався з її інтерпретацією адвокатом. Суддя Антонін Скаліа цитував оповідання в судовій справі «PGA Tour, Inc. проти Мартіна».